# 27606 Davidli
27606 Davidli este un asteroid din centura principală de asteroizi.

## Descriere
27606 Davidli este un asteroid din centura principală de asteroizi. A fost descoperit pe 17 mai 2001 la Socorro, New Mexico, în cadrul proiectului LINEAR. Asteroidul prezintă o orbită caracterizată de o semiaxă mare de 3,17 ua, o excentricitate de 0,09 și o înclinație de 7,5° în raport cu ecliptica.